# Mattias Swahlberg den äldre
Mattias Swahlberg den äldre, född 1682 i Västanfors socken, Västmanlands län, död 5 januari 1749 i Västanfors socken, Västmanlands län, var en svensk amatörorgelbyggare och organist. Hans son var också orgelbyggare Mattias Swahlberg den yngre. Även hans barnbarn Fredrik Salling blev orgelbyggare.

## Biografi
Swahlberg föddes 1682 i Västanfors socken. Han var son till Anders Svala och Karen Arvidsdotter (Catharina Nilsdotter). Swahlberg blev 1704 organist och klockare i Västanfors församling. Han gifte sig 26 augusti 1706 med pigan Kerstin Olsdotter Norin. De bosattes sig på Hedkärra i Västanfors socken. Han avled 5 januari 1749 av slag och begravdes den 22 januari samma år.
Swahlberg har arbetat med orgelbyggeri i Västerås stift.

### Familj
Swahlberg gifte sig första gången den 26 augusti 1706 i Västanfors med pigan Kerstin Olsdotter Norin (1688–1727). Hon var dotter till bergsmannen Olof Larsson och Kerstin Johansdotter i Onsjö, Västanfors socken. De fick 16 barn tillsammans (5 söner och 11 döttrar). Två söner och fem döttrar levde efter moderns död. De fick tillsammans barnen Kerstin (1709–1779), Olof (född 1710), Susanna (född 1711), Anders (född 1714), Susanna (född 1715), Johannes (född 1719), Greta (född 1720), Helena (född 1722), Johannes (född 1723), Elisabeth (född 1726), Maria (född 1727) och Brita (född 1727).
Swahlberg gifte sig andra gången 1728 andra gången med Ingrid Sahlström (1692–1755). De fick 7 barn tillsammans, 4 söner och 3 döttrar. En son levde efter Swahlbergs död. De fick tillsammans barnen Beata (född 1729), Mattias Swahlberg (född 1730), Maria (född 1733), Erick (född 1734), Maria (född 1737).
- Catharina ?
- Stina ?

## Orglar
Inga kända orglar.

### Fotnoter
1. ↑  Västanfors (U) AI:2 (1681-1703) Sida: 32
2. 1 2 3  Västanfors (U) AI:3 (1709-1726) Sida: 31
3. ↑  Västanfors (U) AI:4 (1727-1741) Sida: 61
4. ↑  Västanfors (U) AI:5 (1742-1755) Sida: 69, 161
5. 1 2  Västanfors (U) F:4 (1736-1774) Sida: 97-98, 139
6. 1 2 3  Västanfors (U) C:1 (1694-1738) Sida: 53, 56, 59, 67, 71, 89, 99, 109, 128, 149, 162, 185, 194, 222, 232, 259, 278
7. ↑  Svärdsjö (W) F:2 (1775-1793) Bild: 75